# Wolterstorffina parvipalmata
Espèce
Synonymes
- Nectophryne parvipalmata Werner, 1898

Statut de conservation UICN

 CR  : 
En danger critique
Wolterstorffina parvipalmata est une espèce d'amphibiens de la famille des Bufonidae.

## Répartition
Cette espèce se rencontre entre 800 et 2 000 m d'altitude sur le plateau Obudu dans l'est du Nigeria et dans les monts de la ligne du Cameroun dans l'ouest du Cameroun.

## Publication originale
- Werner, 1898 : Über Reptilien und Batrachier aus Togoland, Kamerun und Tunis aus dem kgl. Museum für Naturkunde in Berlin. Verhandlungen der Kaiserlich-Königlichen Zoologisch-Botanischen Gesellschaft in Wien, vol. 48, p. 191-213 (texte intégral).